# Трупы (фильм, 2003)
«Трупы» (англ. Dead Bodies) — фильм ирландского режиссёра Роберта Куинна 2003 года с Эндрю Скоттом в главной роли.

## Сюжет
Томми МакГанн спокойно живёт в захудалом доме со своей ящерицей-агамой, пока однажды, вернувшись домой, не застаёт там свою бывшую девушку Джин, особу весьма раздражающую. Спустя несколько дней Томми уже не в состоянии терпеть характер Джин, парочка ссорится, Томми толкает Джин и выбегает из дома, чтобы немного развеяться. Вернувшись под вечер со своим другом Ноэлем, он находит Джин с пробитой головой и понимает, что результатом смерти стал его толчок. Томми решает спрятать тело в местном лесу, но во время рытья могилы он находит ещё один труп, пролежавший в земле уже несколько лет. Запаниковав, Томми бросает Джин к первому трупу, заваливает обоих землёй и спешно покидает лес. Утром он сообщает в полицию о пропаже своей девушки, а ночью напивается в баре вместе с Ноэлем, чтобы избавиться от страшных видений с мёртвой Джин. Там же он знакомится с молодой девушкой Вив, попытки скрыть интерес к ней проваливаются, и Томми соглашается встретиться с Вив снова. А наутро обычная женщина, привлечённая лаем своей собаки, находит торопливо зарытую могилу с двумя телами. Томми приглашает к себе инспектор Уилер, который сообщает о находке двух трупов: Джин и Кэтлин Эллис, жены местного политика Гордона Эллиса, пропавшей восемь лет назад. Томми сохраняет хладнокровие и ведёт себя как невиновный. Он отрицает, что знал или когда-либо встречался с Кэтлин Эллис. Позже проходит отпевание Джин, после которого Томми с Вив возвращаются к нему домой. Через минуту после того, как они переступили порог, в дом врывается полиция во главе с инспектором Уилером. К несчастью Томми, они находят в доме фотографии Кэтлин Эллис, подброшенные неизвестным лицом. Теперь полиция не верит в невиновность Томми, ему угрожает сам Гордон Эллис. После изнурительного допроса Томми всё же выпускают на свободу, и он придумывает, как отвести от себя подозрения. Заручившись помощью Ноэля, он проникает в дом Гордона Эллиса. Ничего не подозревающий политик заходит в дом, и на него нападают друзья в масках. Они одевают на шею Эллиса петлю, дабы инсценировать самоубийство, но не успевают закончить начатое, потому что дом неожиданно навещает Уилер. Инспектор находит Эллиса при смерти и признаётся, что все восемь лет он знал о том, что Эллис убил свою жену Кэтлин, только не мог этого доказать. Политик просит о помощи, но вместо этого инспектор добивает его. Друзьям удаётся исчезнуть незамеченными, но, потрясённые увиденным, они ругаются между собой. Ноэль оставляет Томми на улице и уезжает, минуту спустя Томми обнаруживает, что оставил в доме Эллиса свою зажигалку. Утром полиция официально прибывает на место преступления, Уилер замечает зажигалку, которую он видел у Томми во время допроса, и забирает её с собой. Томми приглаешает Вив на свидание, которое кончается дома у Томми. Он случайно находит в куртке у Вив телефон Джин, который не мог там оказаться, ведь Томми избавился от всех вещей, принадлежавших убитой. Он понимает, что Вив всё это время знала о виновности Томми и наблюдала за ним, как за подопытным кроликом. Разъярённый Томми пытается убить Вив, но в дом врывается Ноэль, чтобы его остановить. Между друзьями начинается драка, и в результате неудачного удара Ноэля Томми бьётся головой о стол и умирает. В этот момент в дом заходит Уилер. Вив выходит к нему навстречу и говорит, что Томми нет дома. Уилер отдаёт ей зажигалку Томми, передаёт ему привет и уходит. Ноэль отсылает Вив домой и говорит, что со всем разберётся. Выйдя из дома, она включает диктофон и слушает только что произнесённую фразу Ноэля, фактически его признание в убийстве. Она уходит и не замечает, как за ней направляется инспектор Уилер. Ноэль сидит над телом Томми и не знает, что ему теперь делать.

## Актёры
- Эндрю Скотт — Томми МакГанн
- Дэррен Хили — Ноэль
- Келли Райлли — Вив МакКормак
- Шон МакГинли — Инспектор Уилер
- Кэти Дэвис — Джин Гудман
- Джерард МакСорли — Гордон Эллис

## Награды
- В 2003 году фильм был номинирован на семь наград Irish Film and Television Awards и выиграл три из них: Лучший актёр (Эндрю Скотт), Лучший монтаж (Дермот Дискин) и Лучший звук (Даниэль Бёрч)[1].
- В 2004 году Эндрю Скотт за роль в «Трупах» получил награду Shooting Stars Award Берлинского кинофестивался как лучший молодой актёр[2].